# Talysarn
Talysarn (antigament Tal-y-Sarn, i també s'havia transcrit Nhalysarn) és un poble de la Vall del Nantlle, al comtat de Gwynedd, Gal·les. Tingué un gran creixement en el segle xix gràcies a les pedreres de pissarra veïnes (la Dorothea, especialment  Arxivat 2007-10-11 a Wayback Machine.).

## Història
El seu nom derivaria d'un camí prehistòric o romà (en gal·lès, tal, límit o final + sarn, calçada  Arxivat 2008-02-28 a Wayback Machine.). El poble estava situat inicialment a l'àrea de Pen-y-Bont (La Fi del Pont), en terres que havien estat de la propietat Coedmadog. A causa de l'èxit de la pedrera de pissarra Cloddfa Coed entre 1850 i 1870, la població s'expandí ràpidament, i s'aixecaren cases pels treballadors i les seves famílies a la falda del turó al llarg de la línia de Hen Lôn (la Carretera Vella), la carretera de peatge (1840s) i el Nantlle Railway. Un tram de la carretera entre Talysarn i Nantlle s'ensorrà sobre la pedrera Dorothea el 1924 i, poc després, fou oberta una nova carretera pel cantó sud de la vall, on hi havia hagut el llac Nantlle Inferior o d'Avall. Aquest havia estat sent dessecat gradualment al llarg del segle xix perquè l'aigua era massa a prop dels pous de les mines; un afrós accident del 1884, però, portà a canalitzar el riu Llyfni.
Talysarn fou el darrer lloc del Regne Unit que tingué un tren comercial amb tracció animal. Amb origen a Caernarfon, l'últim tram supervivent fou el de Talysarn a Pen-yr-Orsedd, una línia de via estreta amb trens estirats per cavalls que transportaren la pissarra extreta de la pedrera de Pen-yr-Orsedd durant el període 1872-1963 (Detalls de la pel·lícula Rails to Talsarn, del 1962).

## Cultura

### Fills i residents il·lustres
Diverses personalitats han nascut a Talysarn: 
- Annant, picapedrer, predicador i bard
- Gwilym R. Jones (1903-1993), bard i periodista
- Idwal Jones, radiofonista i autor del programa SOS, Galw Gari Tryfan
- John Selyn Lloyd (1931), escriptor  Arxivat 2010-12-05 a Wayback Machine.
- Owain Llevellyn Owen (1877-1956), escriptor, periodista i músic
- el poeta en llengua gal·lesa Robert Williams Parry (1884-1956)
- Morris Thomas (1874-1959), sacerdot, escriptor i historiador

El predicador metodista del segle xix John Jones (1796-1857) s'establí en aquesta població, fent de botiguer i exercint d'empresari miner per guanyar-se la vida . Residiren també a Talysarn el ministre metodista i antiquari William Robert Ambrose (1832-1878) , i els músics Hugh Owen (1832-1897)  i els seus fills John Jones Owen (1876-1947)  i Richard Griffith (1869-1930) .

### Altres
La població té una escola primària, l'Ysgol Talysarn i un club de futbol, el Talysarn Celts FC (Plana web i Bloc).
Administrativament depèn de la parròquia de Llanllyfni. El seu codi postal és el LL54 i el prefix telefònic és el 1286. El cens del 2001, que aplegà també el poble de Carmel, donà una població de 1.774 habitants, amb una densitat d'1,54 hab./hec.